# Eleanor Feingold
Eleanor Feingold é uma geneticista estatística americana. Ela é professora de genética humana e de bioestatística e reitora executiva associada da Escola de Graduação em Saúde Pública da Universidade de Pittsburgh.
Os resultados da pesquisa de Feingold incluem a descoberta de que o genoma humano inclui pelo menos 49 genes diferentes que contribuem para o formato do lóbulo da orelha.

## Educação e carreira
Feingold formou-se no Massachusetts Institute of Technology em 1985, com um bacharelato interdisciplinar que combinava matemática, políticas públicas e inglês. Ela completou um Ph.D. em estatística na Stanford University em 1993. A sua dissertação, Modeling a New Genetic Mapping Method, foi supervisionada por David Siegmund.
Após o seu bacharelato e continuando em meio período nos seus estudos de pós-graduação, ela trabalhou como matemática e estatística para a Pacific Gas and Electric Company. Após completar o seu doutoramento, ela tornou-se professora assistente de bioestatística na Emory University. Ela mudou-se para a Universidade de Pittsburgh em 1997, onde tornou-se professora titular e reitora associada em 2010 e foi nomeada reitora associada executiva em 2015.

## Reconhecimento
Em 2010 Feingold foi nomeada Fellow da American Statistical Association.